# Malîi Rjaveț, Kaniv
Malîi Rjaveț (în ucraineană Малий Ржавець) este un sat în comuna Polstvîn din raionul Kaniv, regiunea Cerkasî, Ucraina.

## Demografie
Componența lingvistică a localității Malîi Rjaveț
     Ucraineană (97,59%)
     Rusă (2,06%)
Conform recensământului din 2001, majoritatea populației localității Malîi Rjaveț era vorbitoare de ucraineană (97,59%), existând în minoritate și vorbitori de rusă (2,06%).